# Observatoire royal du cap de Bonne-Espérance
L'Observatoire royal du cap de Bonne-Espérance (en anglais Royal Observatory, Cape of Good Hope) est une observatoire astronomique qui a été fondé en 1820 et a cessé ses activités en 1972. Il fut le premier observatoire d'Afrique du Sud.

## Astronomes royaux
Les directeurs de l'observatoire royal étaient appelés Astronomes royaux de Sa Majesté au Cap. Leur liste est la suivante : 
- Rev Fearon Fallows 1820–1831
- Thomas Henderson 1831–1833
- Thomas Maclear 1833–1879
- Edward James Stone 1870–1879
- David Gill 1879–1907
- Sydney Samuel Hough 1907–1923
- Harold Spencer Jones 1923–1933
- John Jackson 1933–1950
- Richard Hugh Stoy 1950–1968
- George Alfred Harding fut officier de 1969 à 1971

## Liste d'astronomes qui travaillèrent à l'observatoire royal
Une liste complète des personnes qui ont travaillé à l'observatoire royal et de leurs publications, jusqu'en 1913, est fournie dans Gill (1913).
- Charles Piazzi Smyth 1835–1845. Fut ensuite Astronome royal d'Écosse.
- William Lewis Elkin (en) 1881–1883. Fut ensuite directeur de l'observatoire de l'université Yale.
- Frank McClean[3] 1895–1897. Découvreur de l'oxygène dans les étoiles.
- Willem de Sitter 1897–1899. Fut un cosmologiste célèbre et directeur de l'observatoire de Leyde.
- Robert Thorburn Ayton Innes 1897–1903. Découvreur de l'étoile la plus proche de la Terre et directeur de l'observatoire de l'Union (observatoire de la République).
- Jakob Karl Ernst Halm (en)[4] 1907–1927. Découvreur de la relation masse-luminosité et pionnier de la dynamique stellaire.
- Joan George Erardus Gijsbertus Voûte (en). Directeur-fondateur de l'observatoire Bosscha en Indonésie.
- Alan William James Cousins (en)[5] 1947–1971. Spécialiste renommé en photométrie.
- David Stanley Evans (en) 1951–1968. Connu pour la relation Barnes-Evans.